# 揚皮爾 (赫梅利尼茨基州)
扬皮尔（羅馬化：Yampil；或译为扬波尔）是烏克蘭西部赫梅利尼茨基州舍佩蒂夫卡區扬皮尔市镇内的鎮及該市鎮之行政中心。處於戈倫河畔，始建於1535年，面積0.34平方公里，2015年人口1,994，人口密度每平方公里5,864.71人。

## 備注
1. ↑  俄語：